# Carl Dahl (Maler, 1812)

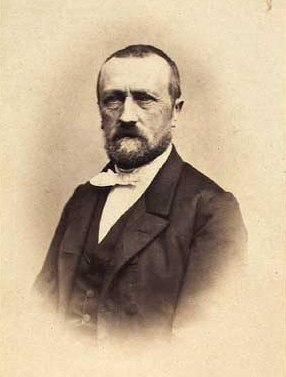
Carl Dahl (1812–1865)

Niels Carl Michael Flindt Dahl (* 24. März 1812 in Fåborg; † 7. April 1865 in Frederiksberg) war ein dänischer Marinemaler des Goldenen Zeitalters.

## Leben
Carl Dahl wurde 1812 in Fåborg geboren als Sohn des Zollinspektors und Kammerrates Arendt Michaelsen Dahl und seiner Frau Anna Cathrine Elisabeth Michelsdatter-Lund. Dahl machte ab 1830 eine Malerlehre auf Langeland. Ab 1835 begann er sein Studium an der Königlich Dänischen Kunstakademie in Kopenhagen, zunächst in der Gipsklasse, dann bei Jens Peter Møller und später bei G. F. Hetsch in der Perspektive. Den Abschluss bildete die Marinemalerei bei Christoffer Wilhelm Eckersberg.
Dahl war von 1840 bis 1852 Zeichenlehrer an der Kadettenakademie, in dieser Funktion machte er 1840 eine Seereise mit der Korvette Flora nach Lissabon. Ebenso war er mit der Marine von 1848 bis 1850 bei der Schleswig-Holsteinischen Erhebung; dem dreijährigen Krieg (Dänisch: Treårskrigen). Die Flottenmanöver und Gefechte gaben ihm Gelegenheit, seine Geschicklichkeit zu zeigen bei der Wahl von Positionen und Perspektiven in seinen Bildern. Von Oktober 1842 bis Oktober 1848 war er außerdem Lehrer an der Perspektivschule der Kopenhagener Kunstakademie. Im Deutsch-Dänischen Krieg war er bei der Seeschlacht vom 9. Mai 1864 vor Helgoland erneut bei der Marine. Seine Darstellung des Scharmützels „Slaget ved Helgoland 9. maj 1864“ wurde später von anderen Künstlern als Vorlage für Lithografien gewählt.
1849 erhielt Dahl für sein Werk „Skibe der passerer Kronborg“ die Neuhausensche Prämie. Diese Prämie und eine von der Akademie 1851/52 erhaltene zweijährige Reiseunterstützung nutzte er für Studienreisen nach Italien und Frankreich 1852 und 1855, nach Norwegen 1861 sowie 1862 nach London und auf die Färöer-Inseln.
Dahl war hauptsächlich Marinemaler, sein Œuvre enthält aber auch Landschaften und individuelle Genrebilder. Dahl war seit Oktober 1844 verheiratet mit Pauline Birgitte Weber (1815–1850), das Paar hatte eine Tochter. Dahl starb 1865 in Frederiksberg, er wurde auf dem Kopenhagener Holmens Kirkegaard bestattet.

## Werke (Auswahl)

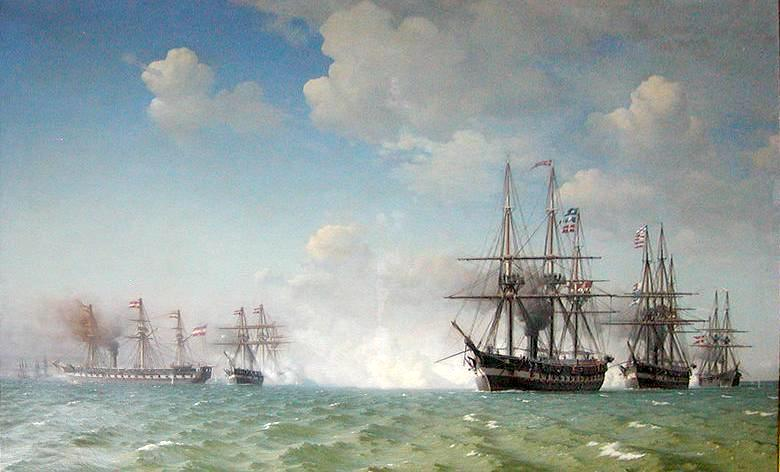
Slaget ved Helgoland

- Larsens Plads ved havneområdet i København (1840), Thorvaldsen-Museum[1]
- Lissabons Red (1843)
- Skibe der passerer Kronborg (1849)
- Havnemiljø i Korsør (um 1863)
- Slaget ved Helgoland 9. maj 1864 (1864)
- A.F. Tscherning viser to bønder rundt på Thorvaldsens Museum, Thorvaldsen-Museum[1]
- Fregatten Thetis og korvetten Flora på Tajofloden ved aftenbelysning (1844), Thorvaldsen-Museum[1]
- Havneparti ved Kristiania
- Landskab fra Bornholm